# Los '90s: la última gran década
Los '90s: la última gran década es un documental del National Geographic Channel que analiza la década de 1990. Es un documental que consta de tres partes con una duración aproximada de seis horas.  TV Guide lo describe como: "Una retrospectiva sobre personas y acontecimientos que marcaron la década de 1990".  The Daily News lo describe como: "Un flashback que recuerda años grandiosos y vertiginosos, asi como los cibernegocios, Bill Clinton, Anna Nicole Smith, Roseanne Barr y Vanilla Ice ".  
Está narrado por Rob Lowe  y se emitió originalmente del 6 al 8 de julio de 2014 a las 21:00    Después de emitirse en National Geographic Channel en los Estados Unidos, se emitió en la cadena en español 'Nat Geo Mundo' en 171 países.   Fue producido por Nutopia. Los productores ejecutivos son: Peter Lovering, Jane Root, Fred Hepburn, Erik Nelson, Michael Cascio; el productor de la serie, Glenn Barden.   El sitio de National Geographic describe la serie: "'Los '90s: la última gran década' vuelve a visitar la década a través de una narración y un análisis 'de adentro hacia afuera' mediante 120 entrevistas originales, desde héroes poco conocidos detrás de las historias más fascinantes de la década, hasta los nombres más importantes en política, tecnología, cine y la música".
Obtuvo 1,10 millones de espectadores en la noche del domingo en que se emitió por primera vez, y fue la segunda emisión de julio con mayor audiencia en toda la historia del National Geographic Channel.

## Lista de episodios[14]
1. "Grandes expectativas"
2. "Amigos y enemigos"
3. "Políticamente incorrecto"
4. "Estados Unidos va a la guerra"
5. "La realidad muerde"
6. "El enemigo está dentro"
7. "Conmoción y pavor"
8. "Expuesto"
9. "La cuenta regresiva"